# Chrysichthys maurus
Chrysichthys maurus är en fiskart som först beskrevs av Valenciennes, 1840.  Chrysichthys maurus ingår i släktet Chrysichthys och familjen Claroteidae. IUCN kategoriserar arten globalt som livskraftig. Inga underarter finns listade i Catalogue of Life.